# Musée Ampère
Das Musée Ampère ist ein wissenschaftliches Museum in Poleymieux-au-Mont-d’Or in der Metropole Lyon, das der Geschichte der Elektrizität und ihren Anwendungen sowie dem Physiker André-Marie Ampère (1775–1836) gewidmet ist.
Das Museum ist in dem Haus untergebracht, in dem André-Marie Ampère einen Teil seiner Kindheit und Jugend verbracht hat. Es beleuchtet auch historische Aspekte im Zusammenhang mit der Zeit der Französischen Revolution und dem Leben der Familie Ampère. Das Musée Ampère wurde 2013 als „Maison des Illustres“ ausgezeichnet, 2021 zum historischen Ort der europäischen Physik erklärt und 2023 mit dem IEEE Historic Milestone Award geehrt.
Die Gesellschaft der Freunde von André-Marie Ampères („Société des Amis d’André-Marie Ampère“), eine Vereinigung, die 1930 gegründet wurde, ist für die Verwaltung und Entwicklung des Ampère-Museums zuständig. Das Ampère-Museum wurde am 1. Juli 1931 eröffnet.

## Geschichte

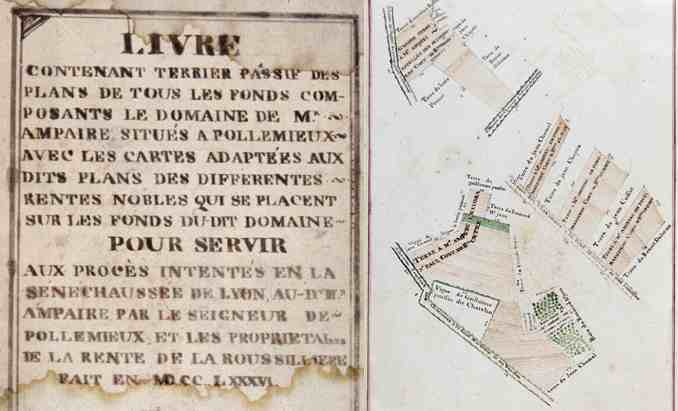
Auszug (Seite 0–6) des Dokuments « Les Terriers », in dem der Besitz der Familie Ampère in Poleymieux-au-Mont-d’Or beschrieben wird.

Im Jahr 1901 wurde von Alexis Bertrand, Professor an der geisteswissenschaftlichen  Fakultät der Universität Lyon, auf der Terrasse des Hauses Ampère eine Zeremonie zu Ehren von Antoine-Marie Ampère organisiert. Bertrand äußerte den Wunsch, im Haus der Familie Ampère in Poleymieux-au-Mont d’Or ein Elektrizitätsmuseum einzurichten.
Im Jahre 1928 wurde der frühere Besitz der Ampère zum Verkauf angeboten.
Hernand und Sosthenes Behn, amerikanische Geschäftsleute, über ihre Mutter französischer Herkunft und Mitbegründer des multinationalen Unternehmens ITT, das zu dieser Zeit seine Aktivitäten in Frankreich entwickelt, erwarben ihn auf den Rat von Paul Janet. Sie schenkten das Anwesen der Société Française des Electriciens, die es zwei Jahre später der Gesellschaft der Freunde Antoine-Marie Ampères anvertraute, die seither die Geschäftsführung innehat.
Am 31. Juli 1931 wurde das Museum feierlich eröffnet.

## Bereiche
Das  Museum umfasst ein Dutzend Säle mit über 600 m² Ausstellungsfläche. Ein erster Raum ist der Geschichte der Elektrizität und den Entdeckungen Ampères und seiner Zeitgenossen gewidmet (Franklin, Coulomb, Volta, Oersted, Faraday…). Ein zweiter den Anwendungen der Elektrizität, wie Beleuchtung oder Kommunikation sowie der Produktion.
Der Espace Ampère ist ein Raum mit 50 Sitzplätzen, in dem Kolloquien, Tagungen oder Versammlungen abgehalten werden können.
Für den Besucher stehen Modelle zur Verfügung, um grundlegenden Experimente des Elektromagnetismus durchzuführen, wie sie von Ampère und anderen Physikern seiner Zeit, wie Hans Christian Ørsted oder Michael Faraday, durchgeführt worden sind. Besucher können die Experimente durchführen, erhalten Erklärungen und können sich durch das Experimentieren auf spielerische Weise mit den Gesetzen des Elektromagnetismus vertraut machen.
In einem der Säle findet man Porträts, Bücher und Manuskripte mit Bezug auf die Familie Ampère, auf André-Marie Ampère, auf seinen Vater Jean-Jacques (1733–1793) und auf seinen Sohn Jean-Jacques-Antoine (1800–1864).
Weitere  Säle dokumentieren Geschichte und Anwendungen der Elektrizität in den Bereichen Beleuchtung, Fernmeldetechnik, Elektronik oder Produktion erneuerbarer Energien.

## Wissenschaft und Weiterbildung
Das  Museum hat Angebote für Tages- oder Halbtagesbesichtigungen inklusiv  Arbeitsgruppen für Schüler aller Schulstufen, von der Grundschule bis zu den Abschlussklassen der Höheren Schulen.

## Auszeichnungen
Das Ampère-Museum  ist seit 2013 »Maison des Illustres«. Das ist eine vom Kulturministerium verliehenen Auszeichnung.
Die Gesellschaft der Freunde von André-Marie Ampère, die das Museum leitet, hat die Ehrenmedaille 2018 am 8. Dezember 2018 von der Lyoner Akademie der Wissenschaften, Litteratur und Kunst erhalten.
Seit 2021 trägt das Ampèremuseum das Siegel EPS Historic sit, das von der European Physical Society verliehen wird.
2023 hat das Museum das Siegel IEEE Historic Milestone erhalten. Im Collège de France und im Ampèremuseum wurden Gedenktafeln der Zweihundertjahrfeier der Entdeckungen von André-Marie Ampère installiert.